# ديفيد ديفيس (كرة يد)
ديفيد ديفيس (بالإسبانية: David Davis Cámara) مواليد 25 أكتوبر 1976 في سانتا ماريا دي بالاوتورديرا، إسبانيا، هو لاعب كرة يد سابق إسباني لعب كجناح. مثل منتخب إسبانيا لكرة اليد. شارك في دورة الألعاب الأولمبية الصيفية سنة 2008.

## المسيرة الاحترافية
لعب مع نادي جرانوليريس لكرة اليد في الدوري الإسباني في سنة 1995، ثم انضم إلى نادي بلد الوليد لكرة اليد من سنة 1999 إلى 2005، ثم انضم إلى نادي ثيوداد ريال لكرة اليد في الدوري الإسباني من سنة 2005 إلى 2011، ثم انضم إلى نادي بورتو لكرة اليد في الدوري البرتغالي في سنة 2013.

## الإنجازات
- بطولة العالم: 1
  - 2005
- المركز الثاني في بطولة أوروبا لكرة اليد للرجال:1
  - 2006

## روابط خارجية
- ديفيد ديفيس على موقع الاتحاد الأوروبي لكرة اليد (الإنجليزية)
- ديفيد ديفيس على موقع اللجنة الأولمبية الدولية (الإنجليزية)
- ديفيد ديفيس على موقع أوليمبيديا (الإنجليزية)